# Vídeo caseiro
É chamado de vídeo caseiro ou filme caseiro de película feitos por amadores ou afixionados. Desde o início desta atividade, os filmes caseiros foram registrados em filme fotográfico, mas com o tempo a disponibilidade de câmeras de vídeo e dispositivos de armazenamento de dados tornaram este passatempo mais fácil e mais acessível às pessoas comuns. Os limites entre a criação de vídeos para as pessoas comuns e os profissionais têm cada vez mais distorcida, enquanto o equipamento prosumer está se tornando mais acessível aos consumidores individuais, oferecendo recursos e capacidades anteriormente disponíveis apenas para equipamentos operados por profissionais.
Nos últimos anos, os vídeos gravados por fãs foram entregues para o grande público através de programas como America's Funniest Home Videos e no web site para partilha de vídeo YouTube. Este último, juntamente com a popularidade da Internet e o aumento da disponibilidade de conexões de alta velocidade, foi possível fornecer e desenvolver novas formas de compartilhar este tipo de vídeos, como blogs e podcasts.